# Giuseppe Ghedina (alpinista)
Giuseppe Ghedina Tomàš (Cortina d'Ampezzo, 1921 – Cortina d'Ampezzo, 1975) è stato un alpinista e guida alpina italiano.

## Carriera alpinistica
Ghedina è tra i fondatori del prestigioso gruppo alpinistico degli Scoiattoli di Cortina (1º luglio 1939).
Insieme ad altri scoiattoli Giuseppe aprì due nuove vie sulle Cinque Torri e una sulla Punta Giordano:
- 25 settembre 1942: via direttissima degli Scoiattoli (Torre Grande di Cinque Torri, difficoltà VI+)
- 4 ottobre 1942: via Renata (Torre Lucy di Cinque Torri, difficoltà V/VI)
- 19 e 20 agosto 1943: via degli Scoiattoli alla Punta Giordano (Jumeaux, difficoltà VI+)